# UCI Track Cycling Nations’ Cup
Der UCI Track Cycling Nations Cup (en., dt etwa UCI-Bahnradsport-Länderpokal) ist eine Serie von Bahnradsport-Wettbewerben, die durch die Union Cycliste Internationale (UCI) erstmals 2021 organisiert wurde. Sie soll neben den Bahnradsport-Weltmeisterschaften und der UCI Track Champions League zu den Hauptereignissen des Bahnradsports zählen.

## Geschichte
Vorläufer des Nations Cup war bis zur Saison 2019/2020 der Bahnrad-Weltcup. Dieser wurde im Winterhalbjahr abgehalten, umfasste in der Regel sechs Veranstaltungen und diente insbesondere zur Qualifikation für die Weltmeisterschaften im März. Zur Saison 2021 beschloss die UCI eine Reform des Rennkalenders:
- Anstelle des Weltcups trat der Nations Cup in nur noch drei Runden von März bis September.
- Die Weltmeisterschaften wurden in den Oktober verlegt.
- Im November und Dezember trat die neue Champions League mit begrenzter Teilnehmerzahl und spezieller Vermarktung auf den Plan.[3]

Durch die Verringerung der Zahl der Veranstaltungen, die der Weltmeisterschaft vorgelagert sein sollen, sollten die Kosten der Verbände verringert werden. Kritisiert wurde an diesem Konzept zum einen die Verschiebung der Veranstaltungen in die Sommermonate, die zu einer ungünstigen Konkurrenz zum Straßenradsport führe.
2025 konnte nur eine einzige Runde organisiert werden, was Spekulationen über eine Rückkehr zum herkömmlichen Weltcup-Format weckte. Wenig später gab die UCI bekannt, dass die Champions League wieder abgeschafft werde und der Nations Cup ab 2026 wieder Weltcup heißen solle.

## Modus
Es soll jeweils eine Veranstaltung in Asien und Ozeanien, eine in Europa oder Afrika und eine in Amerika stattfinden. Die Disziplinen werden bei Frauen und Männern gleichermaßen ausgetragen und stellen jeweils eine Auswahl derer dar, die auch bei Weltmeisterschaften ausgetragen werden. 2021 und 2022 wurden der Scratch punktuell ausgetragen, das Punktefahren nie, während die übrigen neun Disziplinen zum festen Programm gehörten (Mannschaftsverfolgung, Teamsprint, Einerverfolgung, Sprint, Keirin, Zeitfahren, Madison, Omnium und Ausscheidungsfahren). 2023 ist das Programm auf die sechs olympischen Disziplinen zuzüglich Ausscheidungsfahren reduziert.
Zugelassen sind Nationalteams. In den Einzeldisziplinen müssen die Teilnehmer ein Minimum an Punkten in der UCI-Weltrangliste aufweisen und (bis auf Ausnahmen) mindestens 18 Jahre alt sein. Bis einschließlich 2024 waren auch UCI Track Teams zugelassen, die zu den besten fünf der Mannschaftswertung ihrer Disziplin gehörten. Die Teilnahme der Track-Teams war im ursprünglichen Konzept nicht vorgesehen gewesen, was die UCI mit der Chancengleichheit bei der Qualifikation zu den Weltmeisterschaften erklärte, da nicht alle Verbände Fahrer in Track-Teams haben. Nach Kritik, dass dies zu einem Abwandern von Fahrern außerhalb von Nationalteams vom Bahnradsport führen könne, wurden die Regeln dahingehend geändert, dass Track-Teams zugelassen wurden, ihre im Nations Cup erworbenen Punkte jedoch nicht der UCI-Nationenwertung, sondern ausschließlich der UCI-Mannschaftswertung zugutekamen. Seit 2025 sind die UCI Track Teams vom Nations Cup ausgeschlossen.

## Wertungen
Pro Saison, und in jeder Disziplin des Bahnradsports, unterhält die UCI eine Nationenwertung und eine Einzelwertung aller Fahrer bzw. Fahrerinnen. Diese werden für die Qualifikation zu Weltmeisterschaften und Olympischen Spielen herangezogen. Für die Einzelwertung wird nur das beste der maximal drei Ergebnisse aus dem Nations Cup gezählt. Analog zählt für die Nationenwertung nur das beste von der Nationalmannschaft erzielte Ergebnis. Es besteht daher nur geringer Anreiz, an mehr als einer Veranstaltung teilzunehmen.
Andererseits ist mindestens eine Teilnahme pro Saison für Fahrer wie Nationalmannschaften gleichermaßen wichtig: Eine Nationalmannschaft darf nur dann in einer Disziplin an der WM teilnehmen, wenn sie in derselben Disziplin bei mindestens einer Ausgabe des Nations Cup dabei war. Für den einzelnen Fahrer sind beim Nations Cup bis zu 800 Punkte zu erreichen, während alle anderen Wettkämpfe für die WM-Qualifikation zusammen maximal 1600 Punkte bringen.
Es wird pro Disziplin auch eine Gesamtwertung veröffentlicht, und eine separate Teamwertung des Nationencups fasst die Ergebnisse aller Fahrer von Nationalteams und Track-Teams gleichermaßen zusammen. Diese Wertungen scheinen jedoch nicht mit speziellen Auszeichnungen oder anderen Vorteilen verbunden zu sein.
Für die Qualifikation zu den Olympischen Spielen 2024 wird der Nationencup etwas aufgewertet: Hier zählten, neben Welt- und Kontinental-Meisterschaften, pro Saison und Nation jeweils die besten zwei Resulte 2023 und 2024.

## Austragungen
| Jahr | Austragungsorte                  | Nationalteams | Track Teams | Mannschaftswertung | Mannschaftswertung | Mannschaftswertung |
| Jahr | Austragungsorte                  | Nationalteams | Track Teams | Erster             | Zweiter            | Dritter            |
| ---- | -------------------------------- | ------------- | ----------- | ------------------ | ------------------ | ------------------ |
| 2021 | Hongkong, Sankt Petersburg, Cali | 47            | 8           | Kolumbien          | Ukraine            | Deutschland        |
| 2022 | Glasgow, Milton, Cali            | 57            | 14          | Italien            | Kolumbien          | Deutschland        |
| 2023 | Jakarta, Kairo, Milton           | 54            | 11          | Großbritannien     | Deutschland        | Frankreich         |
| 2024 | Adelaide, Hongkong, Milton       | 53            | 9           | Großbritannien     | Japan              | Deutschland        |
| 2025 | Konya                            | 42            | –           | Australien         | Deutschland        | Japan              |

## Medaillenspiegel
Seit 2021 beteiligten sich 69 Nationen an den Wettkämpfen, von denen 37 mindestens einmal in die Medaillenränge gelangten.
| Platz           | Land                        | Gold | Silber | Bronze | Gesamt |
| --------------- | --------------------------- | ---- | ------ | ------ | ------ |
| 1               | Großbritannien              | 21   | 11     | 16     | 48     |
| 2               | Deutschland                 | 16   | 17     | 18     | 51     |
| 3               | Niederlande                 | 15   | 16     | 11     | 42     |
| 4               | Frankreich                  | 14   | 18     | 14     | 46     |
| 5               | Kolumbien                   | 13   | 13     | 15     | 41     |
| 6               | Japan                       | 13   | 13     | 13     | 39     |
| 7               | Neuseeland                  | 13   | 10     | 12     | 35     |
| 8               | Italien                     | 12   | 17     | 10     | 39     |
| 9               | Australien                  | 11   | 11     | 9      | 31     |
| 10              | Vereinigte Staaten          | 8    | 6      | 10     | 24     |
| 11              | Kanada                      | 8    | 4      | 8      | 20     |
| 12              | Trinidad und Tobago         | 8    | 0      | 3      | 11     |
| 13              | Russland                    | 6    | 9      | 3      | 18     |
| 14              | China                       | 6    | 5      | 6      | 17     |
| 15              | Dänemark                    | 6    | 3      | 4      | 13     |
| 16              | Belgien                     | 5    | 5      | 4      | 14     |
| 17              | Belarus                     | 4    | 2      | 1      | 7      |
| 18              | Mexiko                      | 3    | 4      | 5      | 12     |
| 19              | Portugal                    | 3    | 2      | 1      | 6      |
| 20              | Polen                       | 2    | 4      | 6      | 12     |
| 21              | Malaysia                    | 2    | 2      | 0      | 4      |
| 22              | Irland                      | 2    | 1      | 4      | 7      |
| 23              | Rumänien                    | 2    | 0      | 0      | 2      |
| 24              | Spanien                     | 1    | 6      | 6      | 13     |
| 25              | Norwegen                    | 1    | 2      | 1      | 4      |
| 26              | Hongkong                    | 1    | 1      | 0      | 2      |
| 27              | Österreich                  | 0    | 3      | 2      | 5      |
| 28              | Ukraine                     | 0    | 3      | 1      | 4      |
| 29              | Israel                      | 0    | 1      | 2      | 3      |
| 29              | Litauen                     | 0    | 1      | 2      | 3      |
| 31              | Indonesien                  | 0    | 1      | 0      | 1      |
| 31              | Suriname                    | 0    | 1      | 0      | 1      |
| 31              | Thailand                    | 0    | 1      | 0      | 1      |
| 31              | Tschechien                  | 0    | 1      | 0      | 1      |
| 35              | Chile                       | 0    | 0      | 3      | 3      |
| 35              | Schweiz                     | 0    | 0      | 3      | 3      |
| 37              | Griechenland                | 0    | 0      | 1      | 1      |
| —               | Ind. neutr. Athleten        | 0    | 1      | 2      | 3      |
| UCI Track Teams |                             |      |        |        |        |
| 1               | Rakuten K Dreams            | 6    | 4      | 4      | 14     |
| 2               | Beat Cycling Club           | 1    | 4      | 0      | 5      |
| 3               | Marathon-Tula Cycling Team  | 1    | 1      | 2      | 4      |
| 4               | Sime Darby Foundation       | 1    | 1      | 1      | 3      |
| 4               | Team Inspired               | 1    | 1      | 1      | 3      |
| 6               | Bridgestone Cycling         | 1    | 0      | 1      | 2      |
| 6               | Dream Seeker Racing Team    | 1    | 0      | 1      | 2      |
| 8               | Henan Bodywrap Cycling Team | 0    | 1      | 0      | 1      |
| 8               | Scotland Track Cycling Team | 0    | 1      | 0      | 1      |
| 10              | Team Wales                  | 0    | 0      | 1      | 1      |
| Gesamt          | Gesamt                      | 208  | 208    | 207    | 623    |

Stand: nach dem UCI Track Cycling Nations’ Cup 2025